# Richard M. Smith
Richard Michael Smith (* 3. Januar 1946) ist ein englischer historischer Geograph.

## Leben
Nach seinem Grundstudium am University College London promovierte er am St Catharine’s College (Cambridge). Nach einem einjährigen Jahr lang als Referent für Bevölkerungsstudien an der Plymouth Polytechnic University nahm er von 1974 bis 1976 einen Lehrauftrag für historische Geographie an der University of Cambridge auf. Danach wechselte er zur Cambridge-Gruppe für Bevölkerungs- und Sozialgeschichte und war deren stellvertretender Direktor. Von 1981 bis 1983 war er zwei Jahre lang Mitglied des Fitzwilliam College in Cambridge, verließ es jedoch 1983, um ein Stipendium am All Souls College in Oxford zu beginnen. Während seiner Zeit bei All Souls war er zunächst Dozent für Bevölkerungsgeschichte an der University of Oxford. 1991 wurde Smith in die British Academy aufgenommen. Von 2003 bis 2011 war er Professor für historische Geographie und Demografie und von 2007 bis 2010 Leiter der Geographie-Abteilung in Cambridge.
Seine Forschung beschäftigt sich mit der Geschichte der Ehe, hauptsächlich im mittelalterlichen Europa, bäuerliche Erbschaftspraktiken und Gewohnheitsrecht, Wohlfahrtspraktiken und ihre demographischen Korrelate im mittelalterlichen und frühneuzeitlichen England und in der stadthistorischen Epidemiologie.

## Schriften (Auswahl)
- Bastardy and its comparative history. Studies in the history of illegitimacy and marital nonconformism in Britain, France, Germany, Sweden, North America, Jamaica and Japan. Stuttgart 1981, ISBN 0-7131-6229-5.
- Land, kinship, and life-cycle. Cambridge 1984, ISBN 0-521-26611-4.
- The world we have gained. Histories of population and social structure. Essays presented to Peter Laslett on his 70. birthday. Oxford 1986, ISBN 0-631-13871-4.
- Life, death and the elderly. Historical perspectives. London 1991, ISBN 0-415-05742-6.